# Ctenochromis
Ctenochromis es un género de peces de agua dulce actinopeterigios, distribuidos por ríos y lagos de África. Algunas de las especies de este género antes se clasificaban en el género Haplochromis.

## Especies
Existen seis especies reconocidas en este género:
- Ctenochromis benthicola (Matthes, 1962)
- Ctenochromis horei (Günther, 1894)
- Ctenochromis luluae (Fowler, 1930)
- Ctenochromis oligacanthus (Regan, 1922)
- Ctenochromis pectoralis Pfeffer, 1893
- Ctenochromis polli (Thys van den Audenaerde, 1964)